# Rückersbach
Rückersbach (im lokalen Dialekt: Riggersbich) ist ein Gemeindeteil der Gemeinde Johannesberg im unterfränkischen Landkreis Aschaffenburg in Bayern. Er hat mit dem Weiler Sternberg eine Fläche von 303 ha und hatte im Jahr 2021 512 Einwohner.

## Geographie
Das Kirchdorf Rückersbach liegt an der Kreisstraße AB 13 nordwestlich von Oberafferbach. Im Norden verläuft die Staatsstraße 2443 zwischen Hohl und Hörstein. Der topographisch höchste Punkt der Dorfgemarkung befindet sich am Berggipfel des Haags nördlich des Ortes mit 403 m ü. NHN, der niedrigste liegt am Elmertsbach auf 216 m ü. NHN. Oberhalb von Rückersbach verläuft der Fränkische Marienweg.

### Nachbargemarkungen
Folgende Gemarkungen grenzen an das Ortsgebiet von Rückersbach:
| Hörstein                     | Mömbris und Hohl                            |               |
| Dettingen am Main            | Kompassrose, die auf Nachbargemeinden zeigt | Reichenbach   |
| Kleinostheim und Mainaschaff | Steinbach                                   | Oberafferbach |

## Geschichte
Die Gemeinde Rückersbach gehörte zum Bezirksamt Alzenau, das am 1. Juli 1862 gebildet wurde. Dieses wurde am 1. Januar 1939 zum Landkreis Alzenau in Unterfranken.
1799 wurde eine Kapelle in Rückersbach gebaut, die 1960 zur Rückersbacher Kirche umgebaut wurde.
Mit der ersten freiwilligen Phase der Gebietsreform in Bayern schlossen sich am 1. Juli 1972 die vormals selbstständigen Gemeinden Breunsberg, Johannesberg, Oberafferbach und Rückersbach zu einer neuen Gemeinde mit dem Namen Johannesberg zusammen.

## Vereine
- „Die Dieselschlucker e. V.“, gegründet 2007: Der Verein setzt sich ein für die Erhaltung und Restaurierung von landwirtschaftlichen Geräten und Maschinen und führt deren Arbeitsweise bei Veranstaltungen öffentlich vor. Alle zwei Jahre organisiert der Verein am letzten Septemberwochenende (das nächste im September 2024) ein „historischen Erntefest“.[6]
- Freiwillige Feuerwehr Rückersbach
- Wanderverein „Naturfreunde“ Rückersbach
- Verein für deutsche Schäferhunde, Ortsgruppe Rückersbach

## Bürgermeister der ehemaligen Gemeinde Rückersbach
Conrad Eisert ist der erste erwähnte Bürgermeister der Gemeinde Rückersbach (erwähnt 1799, 1812, 1822). Ab 1830 ist die Bürgermeisterfolge lückenlos nachvollziehbar: Von 1830 bis 1842 war Kreß Bürgermeister, auf ihn folgten Johann Kampfmann (1842–1854), Johann Georg Eisert (1854–1864), Konrad Eisert (1864–1886), Gottfried Hock (1886–1911), Johann Kraus (1912–1929), Blasius Hock (1930–1933), Peter Anton Eisert (1933–1945) und Konrad Eisert (1946–1966). Letzter Bürgermeister war Hugo Eisert, bis 1972 Rückersbach zu einem Teil der Gemeinde Johannesberg wurde.

## Belege
1. ↑  Erdal Öncül: Daten und Fakten. In: Gemeinde Johannesberg. Abgerufen am 3. August 2022 (deutsch).
2. ↑  Artikel in der PrimaSonntag: Die Ortsnamen des bayerisch-hessischen Grenzgebiets – so wie man sie im Ort ausspricht
3. ↑  Gemeinde Johannesberg, Liste der amtlichen Gemeindeteile/Ortsteile im BayernPortal des Bayerischen Staatsministerium für Digitales, abgerufen am 2. April 2025.
4. 1 2  BayernAtlas der Bayerischen Staatsregierung (Hinweise)
5. ↑  Wilhelm Volkert (Hrsg.): Handbuch der bayerischen Ämter, Gemeinden und Gerichte 1799–1980. C. H. Beck, München 1983, ISBN 3-406-09669-7, S. 422.
6. ↑  Dieselschlucker e.V. Abgerufen am 9. Dezember 2024.